# Derde Divisie
Derde Divisie (em português:  Terceira Divisão), anteriormente conhecida como Topklasse (em português:  Primeira Classe), é uma competição amadora equivalente à quarta divisão da “pirâmide” do futebol holandês organizada pela Real Associação de Futebol dos Países Baixos (Koninklijke Nederlandse Voetbalbond, KNVB). Sua edição inaugural ocorreu em 2010–11 ainda como terceira divisão, escalão onde ficou até a temporada de 2015–16, quando caiu de patamar e desde a edição de 2016–17 tem sido a quarta divisão do futebol holandês. O campeonato que esteve colocado entre a Eerste Divisie (segunda divisão) e a Hoofdklasse (quarta divisão) de 2010–2016, atualmente fica entre a Tweede Divisie e a Vierde Divisie, terceira e quinta divisão do futebol dos Países Baixos, respectivamente. A criação da Topklasse resultou de discussões entre a Real Associação de Futebol da Holanda, a Coöperatie Eerste Divisie (os clubes da Eerste Divisie) e a Centraal Overleg Hoofdklassers (os clubes da Hoofdklasse).
A divisão é dividida em duas competições: a “conferência de sábado” (ou “divisão do sábado”) e a “conferência de domingo” (ou “divisão do domingo”).

## Edições

### Topklasse (2010–2016)
| Edição  | Campeão da liga do sábado | Campeão da liga do domingo | Campeão geral       | Promovido        |
| ------- | ------------------------- | -------------------------- | ------------------- | ---------------- |
| 2010–11 | IJsselmeervogels          | FC Oss                     | IJsselmeervogels    | FC Oss           |
| 2011–12 | Spakenburg                | Achilles '29               | Achilles '29        | Nenhum [a]       |
| 2012–13 | Katwijk                   | Achilles '29               | Katwijk             | Achilles '29 [b] |
| 2013–14 | Spakenburg                | AFC                        | Spakenburg          | Nenhum [a]       |
| 2014–15 | Kozakken Boys             | FC Lienden                 | FC Lienden          | Nenhum [a]       |
| 2015–16 | Excelsior Maassluis       | FC Lienden                 | Excelsior Maassluis | 14 clubes [c]    |

[a] ^ Nenhuma das equipes campeãs quis ser promovida para a Eerste Divisie, a segunda divisão holandesa.
[b] ^ Nenhuma equipe aderiu ao acesso, só que o Achilles '29 acabou sendo promovido após a reestruturação da Eerste Divisie.
[c] ^ Nenhuma promoção para a Eerste Divisie foi possível. Com a reestruturação das competições, os sete melhores clubes de ambas as competições (liga do sábado e liga do domingo) foram promovidos à Tweede Divisie, a recém-criada terceira divisão holandesa.

### Derde Divisie (2016–)
| Edição  | Campeão da liga do sábado | Campeão da liga do domingo |
| ------- | ------------------------- | -------------------------- |
| 2016–17 | IJsselmeervogels          | ASV De Dijk                |
| 2017–18 | Spakenburg                | Jong Vitesse               |
| 2018–19 | VV Noordwijk              | Jong Volendam              |